# 昭和町 (岡崎市)
昭和町（しょうわちょう）は、愛知県岡崎市の町名。22の小字が設置されている。

## 地理
岡崎市西部に位置し、西は安城市上条町、南は島坂町、北は大和町・新堀町に接する。

### 小字
- 大畑西（おおばたにし）
- 落合（おちあい）
- 角田（かくだ）
- 上川田（かみかわだ）
- 川田（かわだ）
- 河原（かわはら）
- 観音（かんのん）
- 北浦（きたうら）
- 木舟（きふね）
- 下川田（しもかわだ）
- 神郷（じんごう）
- 高畑（たかばた）
- 竹橋（たけばし）
- 坪田（つぼた）
- 天神（てんじん）
- 中屋敷（なかやしき）
- 狭間（はさま）
- 花ノ木（はなのき）
- 棒田（ぼうだ）
- 堀上（ほりあげ）
- 薬師（やくし）
- 用土（ようど）

## 世帯数と人口
2021年（令和3年）11月1日現在の世帯数と人口は以下の通りである。
| 町丁   | 世帯数  | 人口    |
| ------ | ------- | ------- |
| 昭和町 | 551世帯 | 1,156人 |

## 学区
市立小・中学校に通う場合、学区は以下の通りとなる。また、公立高等学校に通う場合の学区は以下の通りとなる。
| 番・番地等 | 小学校               | 中学校             | 高等学校普通科 |
| ---------- | -------------------- | ------------------ | -------------- |
| 全域       | 岡崎市立矢作南小学校 | 岡崎市立矢作中学校 | 三河学区       |

## 歴史
碧海郡館出村・池端村・小望村を前身とする。

### 沿革

#### 館出町
- 1889年（明治22年）10月1日 - 町村制施行・合併に伴い、碧海郡中郷村大字館出となる[7]。
- 1906年（明治39年）5月1日 - 合併に伴い、矢作町大字館出となる[1]。
- 1955年（昭和30年）4月1日 - 岡崎市へ編入し、同市館出町となる[1]。

#### 池端町
- 1889年（明治22年）10月1日 - 町村制施行・合併に伴い、碧海郡中郷村大字池端となる[7]。
- 1906年（明治39年）5月1日 - 合併に伴い、矢作町大字池端となる[1]。
- 1955年（昭和30年）4月1日 - 岡崎市へ編入し、同市池端町となる[1]。

#### 小望町
- 1889年（明治22年）10月1日 - 町村制施行・合併に伴い、碧海郡中郷村大字小望となる[7]。
- 1906年（明治39年）5月1日 - 合併に伴い、矢作町大字小望となる[1]。
- 1955年（昭和30年）4月1日 - 岡崎市へ編入し、同市小望町となる[1]。

#### 昭和町
- 1966年（昭和41年）11月1日 - 館出町・池端町・小望町が合併し、昭和町が成立[1]。

## 施設
- 岡崎中日ハウジングセンター
- 東レモノフィラメント岡崎工場
- 宝乗寺

## 交通

### 鉄道
- JR東海道本線 西岡崎駅

### 道路
- 愛知県道26号岡崎環状線
- 愛知県道44号岡崎西尾線
- 愛知県道48号岡崎刈谷線

## その他

### 日本郵便
- 郵便番号 : 444-0938[3]（集配局：岡崎郵便局[8]）。